# Амасія (цар Вірменії)
Амасія Гайказуні (вірм. Ամասիա) — легендарний цар Вірменії у 1940—1908 роках до н. е. з династії Гайкідів.

## Правління
За даними середньовічних вірменських істориографів діяльність Амасії припадала на 1940–1908 роки до н. е. Акопян вважає основною політичною подією царювання Амасії боротьбу проти аморейських царів Ісіна, Ліпіт-Іштара й особливо Ур-Нінурта.
Амасії спадкував його син Гегам.